# Verkstadsgatan, Göteborg

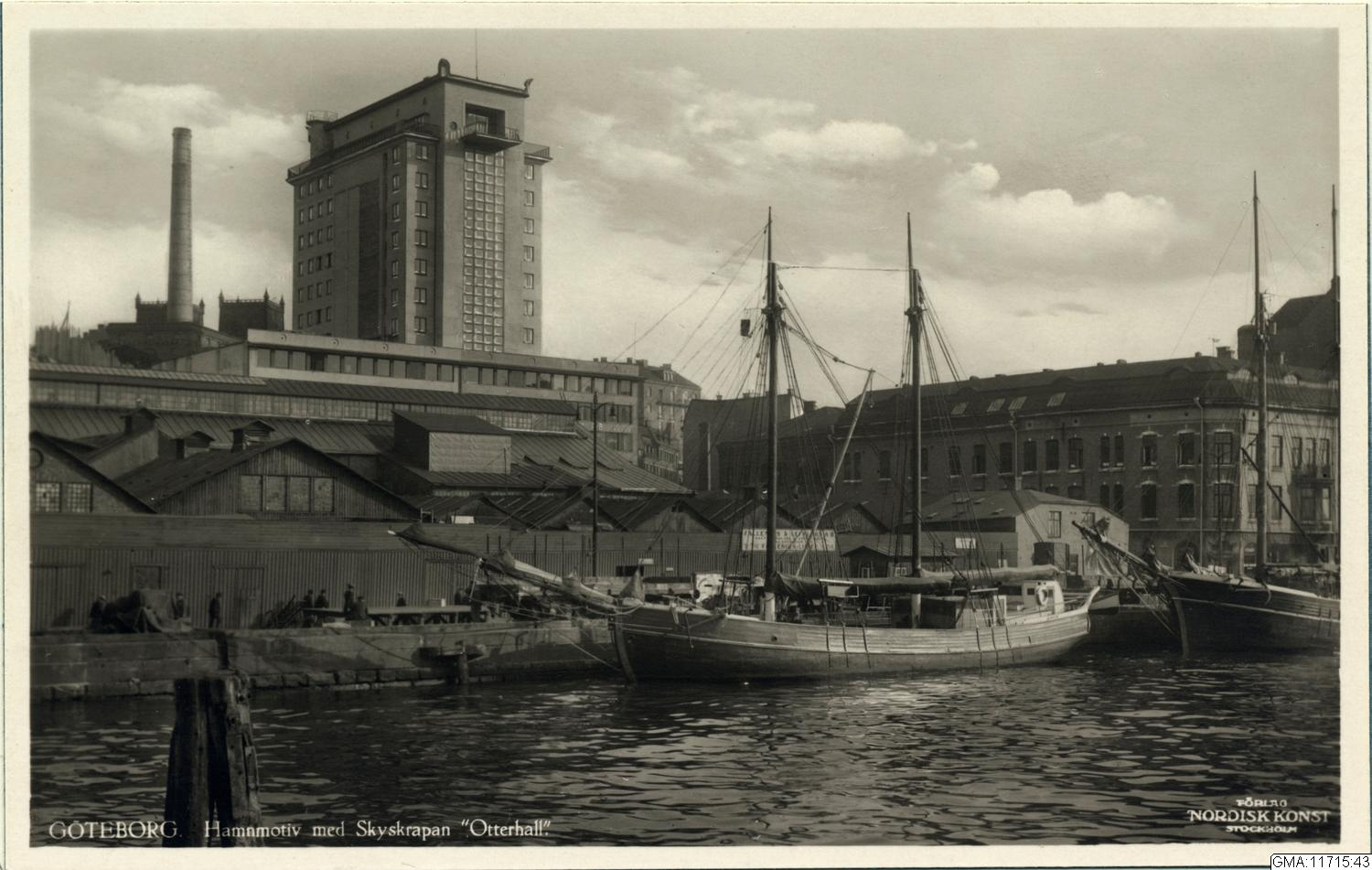
Skeppsbrokajen med före detta Keillers mekaniska verkstad. Verkstadsgatan till höger i bild. I fonden Otterhall.

Verkstadsgatan är en gata i Kvarter 51 Verkstaden inom stadsdelen Inom Vallgraven i Göteborg. Den är cirka 70 meter lång, och sträcker sig från Skeppsbron till Stora Badhusgatan.
Gatan fick sitt namn 1861 och låg då på sydvästra sidan av Keillers mekaniska verkstad, ursprunget till Götaverken, som grundats 1841 av Alexander Keiller. 